# ألون إيفانز (لاعب كريكت)
ألون إيفانز (20 أغسطس 1975 - )  (بالإنجليزية: Alun Evans)‏ هو لاعب كريكت نيوزلندي.